# Стентор
Стентор (грч. Στεντωρ) је тројански јунак, човек врло снажног гласа, који Хомер описује као »глас који је био јачи од поклича педесторице људи«. Јачина његовог гласа постала је пословична.
Када је грчка војска почела да узмиче пред Тројанцима, богиња Хера је у лику овог јунака прекорила Грке због кукавичлука.
По другом миту Стентор је био Трачанин и изазвао је Хермеса да се такмичи чији је глас јачи. Хермес, гласник богова, је победио и убио Стентора. Аристотел користи концепт Стентора у својој Књизи политике 7, поглавље IV, говорећи: „Јер ко може бити генерал тако огромног мноштва, или ко хералд, осим ако нема глас Стентора?“.